# 프란시스코 오를리치
프란시스코 오를리치(스페인어: Francisco Orlich, 1907년 3월 10일 ~ 1969년 10월 29일)는 코스타리카의 정치인이다. 1962년부터 1966년까지 대통령으로 재직했다.
산라몬에서 크로아티아 이민자의 아들로 태어났다. 미국에서 수학하였으며, 테오도로 피카도를 축출하는 데 가담했다.
이후 정치활동에 전념하였으며, 민족해방당(PLN)의 일원으로 1958년 대선에 출마하였으나 마리오 에찬디(Mario Echandi)에게 패하였다. 1962년 대선에 출마하여 당선, 코스타리카의 대통령으로 선출되었다.
재임 중 고속도로와 댐을 건설하기도 했다. 그러나 이라수 화산이 폭발하기도 했다.
1969년 62살에 사망하였다.